# 42355 Тифон
42355 Тифон (раніше 2002 CR46, від грец. 'Τυφών, Τυφωεύς') — транснептуновий об'єкт, що належить до типу «об'єкт розсіяного диска».
Відкритий в лютому 2002 року «Програмою пошуку астероїдів поблизу Землі» (NEAT). Діаметр близько 162 ± 7 км, що становить менше 7 % від діаметра Плутона (близько 2306 км). Названий на честь Тифона — могутнього потворного велетня, уособлення вогненних руйнівних сил землі та її випарів у давньогрецькій міфології. В 2006 р. у Тифона був відкритий досить великий супутник — Єхидна (грец. Έχιδνα), названий на честь Єхидни, дружини Тифона, жахливої кровожерної потвори, наполовину жінки, наполовину змії. Він обертається навколо Тифона на відстані прибл. 1300 км, роблячи один оберт прибл. за 11 днів. Його діаметр оцінюється в 89 ± 6 км.
Тифон є першим відкритим подвійним кентавром, якщо використовувати розширене визначення кентавра як об'єкта з нестабільною орбітою з перигелієм всередині орбіти Нептуна.